# Caspar Netscher

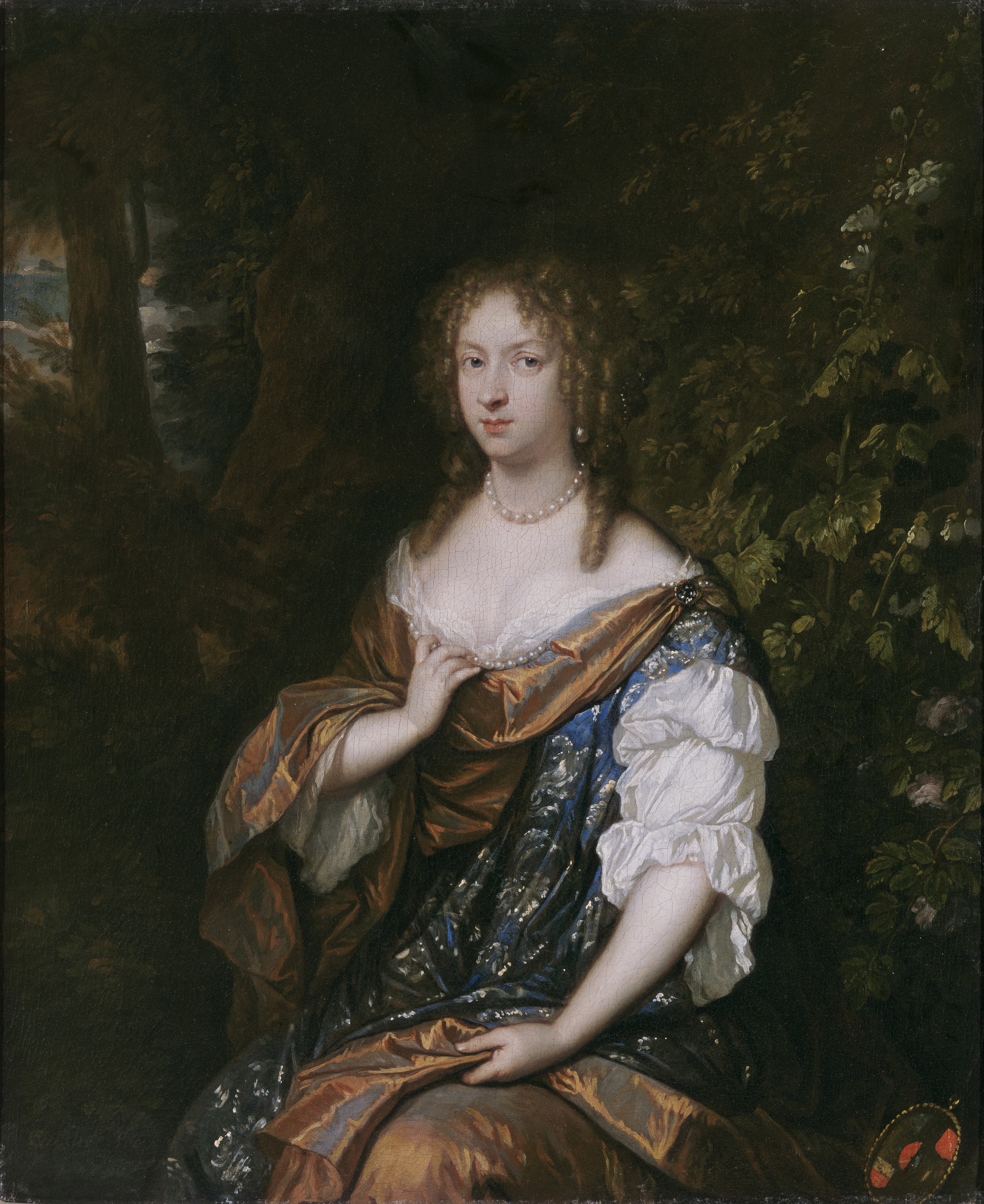
Alida de Lange, esposa de Johan Rammelman, óleo sobre lienzo, 49 x 40 cm, Madrid, Museo del Prado.

Caspar Netscher (ca. 1639-La Haya, 1684) fue un pintor barroco holandés, especializado en pintura de gabinete y retratos.

## Biografía

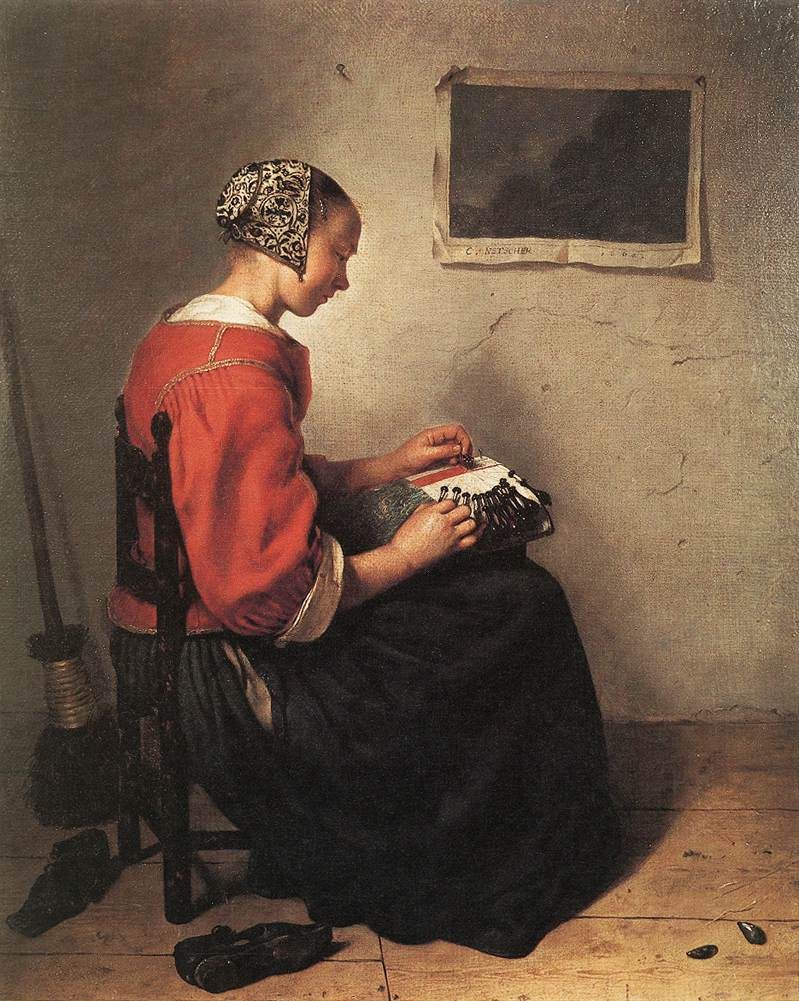
Encajera de bolillos, óleo sobre lienzo, 33 x 27 cm, Londres, Colección Wallace.

De origen alemán, según Arnold Houbraken habría nacido en Heidelberg en 1639 aunque otras fuentes señalan Praga como lugar de nacimiento. Hijo de Johann Netscher, escultor, al quedar huérfano en 1642 fue adoptado por Arnold Tulleken, médico de Arnhem, y allí inició sus estudios de pintura en el taller de Hendrick Coster, un poco conocido retratista. Hacia 1654 pasó a Deventer para proseguir sus estudios con Gerard ter Borch y luego a Burdeos, a donde llegó por barco al parecer con intención de dirigirse a Roma. En lugar de ello, en 1659, todavía en Burdeos, contrajo matrimonio con Margaretha Godijn, hija de un matemático, y allí nació su primer hijo. En 1662 se estableció en La Haya dedicado inicialmente a la pintura de género. Influido por ter Borch y los llamados «fijnschilders», los pintores preciosistas de la escuela de Leiden, Netscher prestó progresiva atención a las texturas de las telas y otros detalles elegantes con los que caracterizará también a los protagonistas de sus retratos, habitualmente también de pequeño formato. Hacia 1670 abandonó completamente la pintura de género para dedicarse exclusivamente a los retratos, con los que obtuvo notable éxito en los ambientes aristocráticos de La Haya, llegando a retratar a Guillermo III, príncipe de Orange, luego rey de Inglaterra (Ámsterdam, Rijksmuseum). En 1668 Cósimo III de Médicis, viajando por los Países Bajos compró cuatro de sus pinturas.

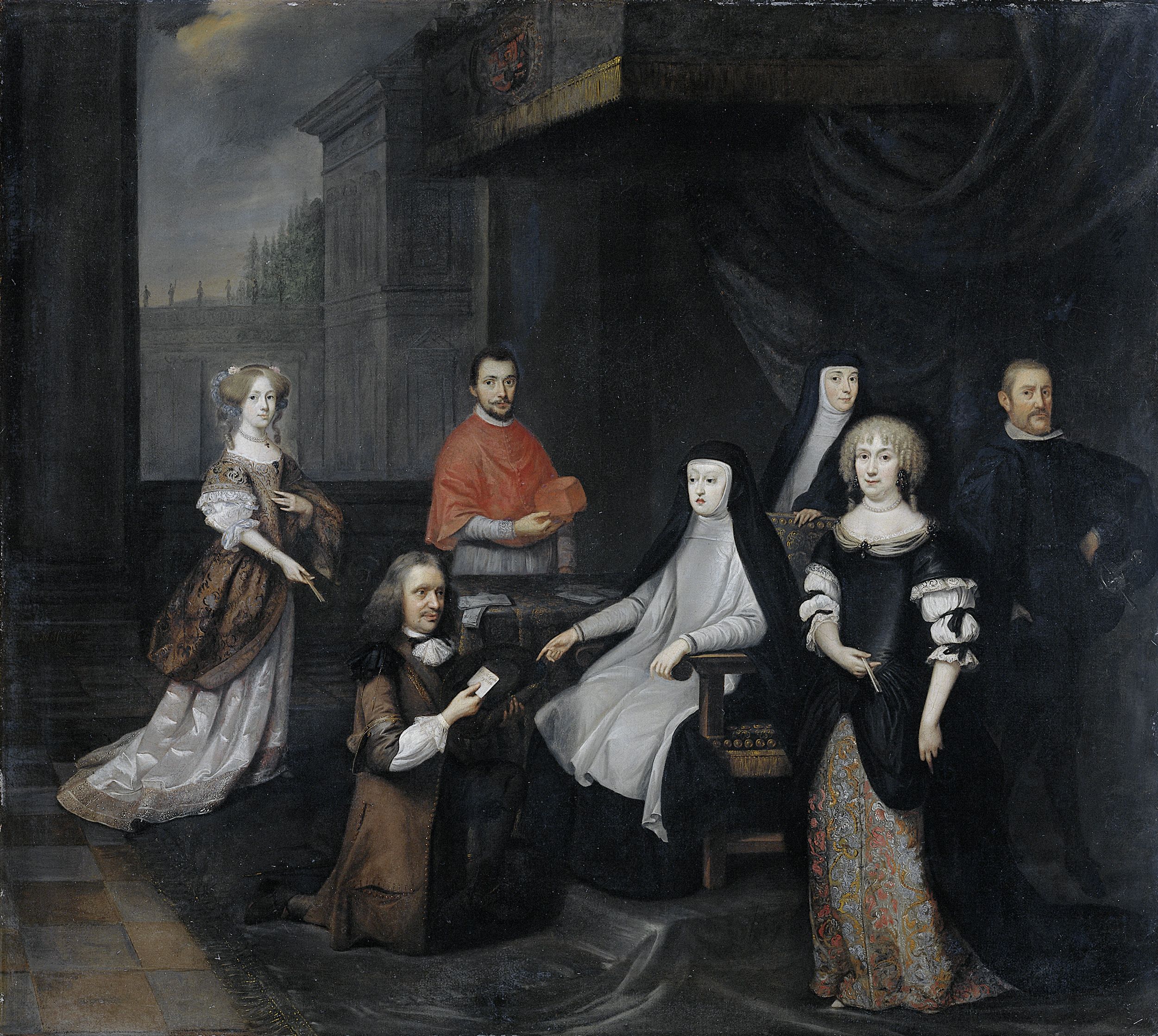
Hieronymus van Beverningk (1614-1690), embajador extraordinario de los Países Bajos en España, recibido en audiencia secreta por la reina Mariana de Austria el 2 de marzo de 1671. Óleo sobre lienzo, 70 x 79 cm, Ámsterdam, Rijksmuseum.

Es probable que Netscher conociera a los pintores Frans van Mieris el Viejo y Gerard Dou, pero es seguro que conoció a Gerrit de Hooch, pintor de La Haya, ya que su esposa dio su nombre a la hija recién nacida de Gerrit, Margaretha, en 1676. Gozó del mecenazgo de Guillermo III y sus ganancias pronto le permitieron aplicarse a trabajar conforme a su propio gusto, dedicándose a los retratos de grupo.
Fue en estos donde se mostró plenamente el genio de Netscher. La elección de estos temas y la costumbre de presentar figuras femeninas vestidas con elegantes tejidos de satén, a imitación de Ter Borch, se sirven de un dibujo fácil pero delicado, una coloración brillante y correcta y una alternancia de luz y sombra agradables; pero con frecuencia su refinamiento se convierte en debilidad. El pintor estaba ganando fama y riqueza cuando comenzó a padecer gota y se vio obligado a guardar cama, donde siguió pintando acostado. Murió prematuramente en 1684, en La Haya.
Sus hijos, Theodorus Netscher (Burdeos, 1661-Hulst, 1732), Constantyn (La Haya, 1668-1722) y Anthonie (La Haya, 1679-Batavia, 1713), fueron también pintores. Tuvo además un elevado número de discípulos entre los que, además de sus hijos, podría encontrarse Aleida Wolfsen.